# Gran Premio di Turchia 2005
Il Gran Premio di Turchia 2005 è stata la quattordicesima prova della stagione 2005 del campionato mondiale di Formula 1 e la prima edizione del Gran Premio di Turchia. Svoltosi il 21 agosto 2005 all'Istanbul Park, è stato vinto da Kimi Räikkönen su McLaren-Mercedes, che ha preceduto Fernando Alonso su Renault e il compagno di squadra Juan Pablo Montoya. Sono inoltre giunti a punti Giancarlo Fisichella, Jenson Button, Jarno Trulli, David Coulthard e Christian Klien.

## Vigilia

### Aspetti sportivi
Nelle prove libere del venerdì, oltre ai piloti titolari, partecipano alle prime due sessioni anche Pedro de la Rosa con la McLaren, Vitantonio Liuzzi con la Red Bull, Ricardo Zonta con la Toyota, Nicolas Kiesa con la Jordan ed Enrico Toccacelo con la Minardi.

## Prove

### Risultati
Nella prima sessione del venerdì si è avuta questa situazione:
| Pos | Nº | Pilota           | Costruttore      | Tempo    | Gap    | Giri |
| --- | -- | ---------------- | ---------------- | -------- | ------ | ---- |
| 1   | 35 | Pedro de la Rosa | McLaren-Mercedes | 1:27.882 |        | 16   |
| 2   | 9  | Kimi Räikkönen   | McLaren-Mercedes | 1:28.453 | +0.571 | 11   |
| 3   | 7  | Mark Webber      | Williams-BMW     | 1:28.765 | +0.883 | 8    |

Nella seconda sessione del venerdì si è avuta questa situazione:
| Pos | Nº | Pilota             | Costruttore      | Tempo    | Gap    | Giri |
| --- | -- | ------------------ | ---------------- | -------- | ------ | ---- |
| 1   | 38 | Ricardo Zonta      | Toyota           | 1:25.583 |        | 32   |
| 2   | 35 | Pedro de la Rosa   | McLaren-Mercedes | 1:26.196 | +0.613 | 33   |
| 3   | 10 | Juan Pablo Montoya | McLaren-Mercedes | 1:26.525 | +0.942 | 17   |

Nella prima sessione del sabato si è avuta questa situazione:
| Pos | Nº | Pilota             | Costruttore      | Tempo    | Gap    | Giri |
| --- | -- | ------------------ | ---------------- | -------- | ------ | ---- |
| 1   | 10 | Juan Pablo Montoya | McLaren-Mercedes | 1:26.857 |        | 8    |
| 2   | 3  | Jenson Button      | BAR-Honda        | 1:27.031 | +0.174 | 6    |
| 3   | 5  | Fernando Alonso    | Renault          | 1:27.119 | +0.262 | 8    |

Nella seconda sessione del sabato si è avuta questa situazione:
| Pos | Nº | Pilota          | Costruttore      | Tempo    | Gap    | Giri |
| --- | -- | --------------- | ---------------- | -------- | ------ | ---- |
| 1   | 9  | Kimi Räikkönen  | McLaren-Mercedes | 1:26.120 |        | 10   |
| 2   | 3  | Jenson Button   | BAR-Honda        | 1:26.599 | +0.479 | 15   |
| 3   | 5  | Fernando Alonso | Renault          | 1:26.627 | +0.507 | 13   |

## Qualifiche

### Risultati
Nella sessione di qualifica si è avuta questa situazione:
| Pos | Nº | Pilota               | Costruttore      | Tempo       | Distacco | Griglia |
| --- | -- | -------------------- | ---------------- | ----------- | -------- | ------- |
| 1   | 9  | Kimi Räikkönen       | McLaren-Mercedes | 1:26.797    |          | 1       |
| 2   | 6  | Giancarlo Fisichella | Renault          | 1:27.039    | +0.242   | 2       |
| 3   | 5  | Fernando Alonso      | Renault          | 1:27.050    | +0.253   | 3       |
| 4   | 10 | Juan Pablo Montoya   | McLaren-Mercedes | 1:27.352    | +0.555   | 4       |
| 5   | 16 | Jarno Trulli         | Toyota           | 1:27.501    | +0.704   | 5       |
| 6   | 8  | Nick Heidfeld        | Williams-BMW     | 1:27.929    | +1.132   | 6       |
| 7   | 7  | Mark Webber          | Williams-BMW     | 1:27.944    | +1.147   | 7       |
| 8   | 12 | Felipe Massa         | Sauber-Petronas  | 1:28.419    | +1.622   | 8       |
| 9   | 17 | Ralf Schumacher      | Toyota           | 1:28.594    | +1.797   | 9       |
| 10  | 15 | Christian Klien      | RBR-Cosworth     | 1:28.963    | +2.166   | 10      |
| 11  | 2  | Rubens Barrichello   | Ferrari          | 1:29.369    | +2.572   | 11      |
| 12  | 14 | David Coulthard      | RBR-Cosworth     | 1:29.764    | +2.967   | 12      |
| 13  | 3  | Jenson Button        | BAR-Honda        | 1:30.063    | +3.266   | 13      |
| 14  | 4  | Takuma Satō          | BAR-Honda        | 1:30.175    | +3.378   | 20      |
| 15  | 18 | Tiago Monteiro       | Jordan-Toyota    | 1:30.710    | +3.913   | 14      |
| 16  | 21 | Christijan Albers    | Minardi-Cosworth | 1:32.186    | +5.389   | 15      |
| 17  | 1  | Michael Schumacher   | Ferrari          | senza tempo | –        | 19      |
| 18  | 11 | Jacques Villeneuve   | Sauber-Petronas  | senza tempo | –        | 16      |
| 19  | 19 | Narain Karthikeyan   | Jordan-Toyota    | senza tempo | –        | 18      |
| 20  | 20 | Robert Doornbos      | Minardi-Cosworth | senza tempo | –        | 17      |

## Gara

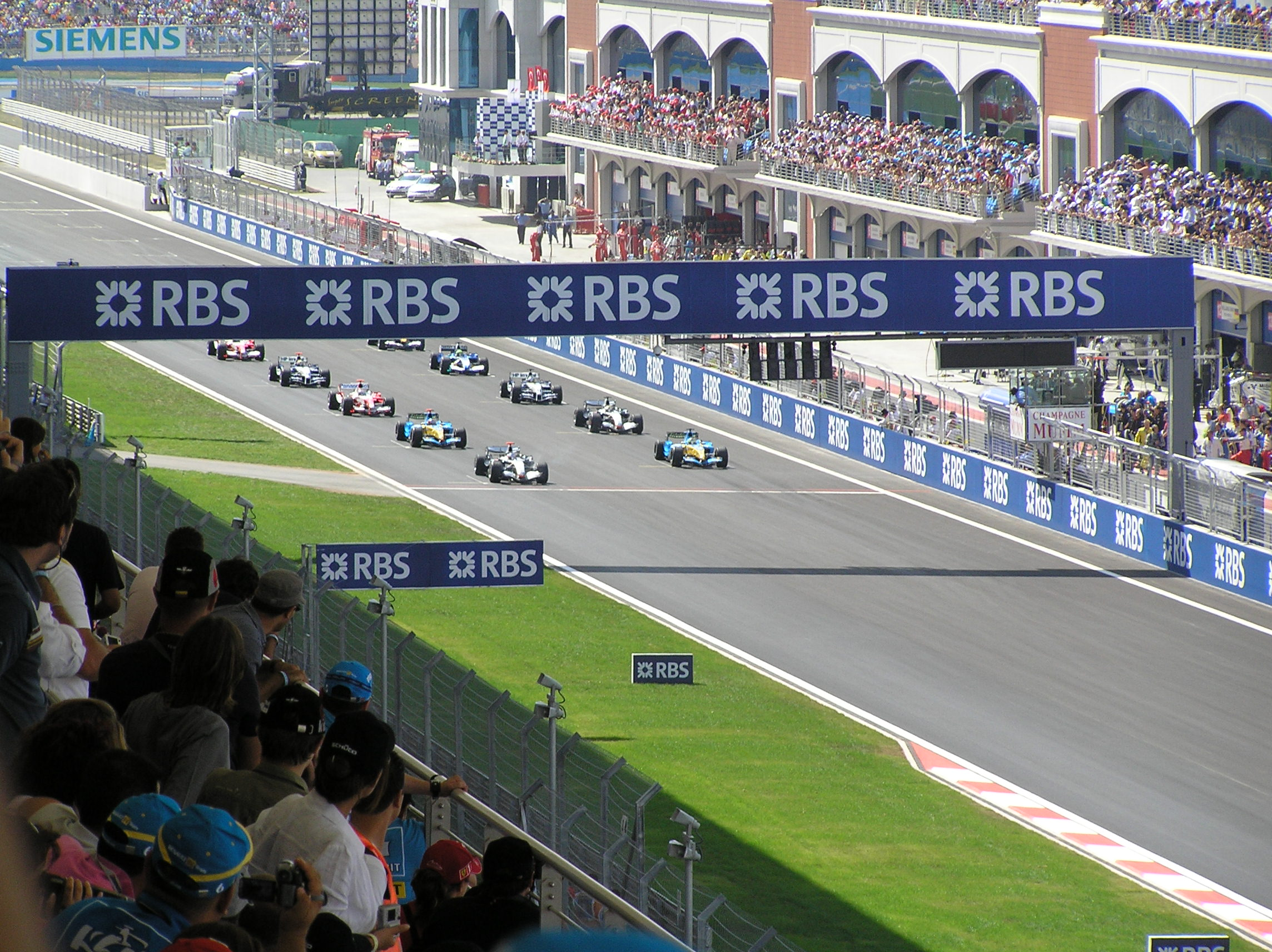
Le vetture sullo schieramento di partenza

### Resoconto
Al via Giancarlo Fisichella scatta meglio di Raikkonen e prende la testa davanti al finlandese, ad Alonso, Montoya e Trulli. Ancora nel primo giro, il romano commette un errore in curva 10 e viene sfilato dalla McLaren di Kimi alla staccata della 12. Nello stesso punto, un giro più tardi, Fernando Alonso viene lasciato passare dal compagno e sale al secondo posto. Le posizioni restano cristallizzate fino alla prima tornata di rifornimenti, mentre la gara è animata dalla rimonta di Button, che a suon di sorpassi, sale al sesto posto. 
Alla fine del tredicesimo passaggio, è Alonso ad aprire il giro di soste, seguito un giro più tardi da Fisichella. Le McLaren sono partite con un carico maggiore e possono allungare in testa. Al ventesimo giro, Button passa Alonso in curva 12 e sale al terzo posto. Un giro dopo è tempo di rifornimento per Montoya e Button, alla fine del ventiduesimo viene finalmente la volta del leader della corsa. Ora la classifica vede i due piloti della McLaren precedere i due della Renault, poi Trulli e Button.
Dopo il secondo giro di soste, Raikkonen ha 20” su Montoya, che, a sua volta, ne ha 10” su Alonso e la McLaren sembra poter festeggiare finalmente una doppietta fondamentale nell’economia del campionato. Quando mancano tre giri alla fine, tuttavia, il colombiano viene tamponato in fase di doppiaggio da Tiago Monteiro e va in testacoda in curva 12. Riparte proprio davanti ad Alonso che, staccato di meno di un secondo, può mettere pressione. Nel corso del penultimo giro Juan Pablo finisce largo in curva 8, regalando all’asturiano un secondo posto che gli consente di limitare a due i punti persi in classifica. Kimi Räikkönen vince così per la quinta volta in stagione, iscrivendo per primo il proprio nome nell’albo d’oro del Gran Premio di Turchia. Per la Ferrari una corsa da dimenticare in fretta. Da segnalare i cedimenti degli pneumatici in serie che hanno costretto al ritiro le due Williams, in una riedizione, in formato ridotto, dei problemi di Indianapolis.

### Risultati
I risultati del Gran Premio sono i seguenti:
| Pos | Nº | Pilota               | Costruttore      | Gomme | Giri | Tempo/Ritiro                               | Griglia | Punti |
| --- | -- | -------------------- | ---------------- | ----- | ---- | ------------------------------------------ | ------- | ----- |
| 1   | 9  | Kimi Räikkönen       | McLaren-Mercedes | M     | 58   | 1:24:34.454 - 219.496 km/h                 | 1       | 10    |
| 2   | 5  | Fernando Alonso      | Renault          | M     | 58   | +18.609                                    | 3       | 8     |
| 3   | 10 | Juan Pablo Montoya   | McLaren-Mercedes | M     | 58   | +19.635                                    | 4       | 6     |
| 4   | 6  | Giancarlo Fisichella | Renault          | M     | 58   | +37.973                                    | 2       | 5     |
| 5   | 3  | Jenson Button        | BAR-Honda        | M     | 58   | +39.304                                    | 13      | 4     |
| 6   | 16 | Jarno Trulli         | Toyota           | M     | 58   | +55.420                                    | 5       | 3     |
| 7   | 14 | David Coulthard      | RBR-Cosworth     | M     | 58   | +1:09.296                                  | 12      | 2     |
| 8   | 15 | Christian Klien      | RBR-Cosworth     | M     | 58   | +1:11.622                                  | 10      | 1     |
| 9   | 4  | Takuma Satō          | BAR-Honda        | M     | 58   | +1:49.987                                  | 20      |       |
| 10  | 2  | Rubens Barrichello   | Ferrari          | B     | 57   | +1 giro                                    | 11      |       |
| 11  | 11 | Jacques Villeneuve   | Sauber-Petronas  | M     | 57   | +1 giro                                    | 16      |       |
| 12  | 17 | Ralf Schumacher      | Toyota           | M     | 57   | +1 giro                                    | 9       |       |
| 13  | 20 | Robert Doornbos      | Minardi-Cosworth | B     | 55   | +3 giri                                    | 17      |       |
| 14  | 19 | Narain Karthikeyan   | Jordan-Toyota    | B     | 55   | +3 giri                                    | 18      |       |
| 15  | 18 | Tiago Monteiro       | Jordan-Toyota    | B     | 55   | +3 giri                                    | 14      |       |
| Rit | 21 | Christijan Albers    | Minardi-Cosworth | B     | 48   | Ritiro volontario                          | 15      |       |
| Rit | 1  | Michael Schumacher   | Ferrari          | B     | 32   | Conseguenze di una collisione con M.Webber | 19      |       |
| Rit | 8  | Nick Heidfeld        | Williams-BMW     | M     | 29   | Foratura                                   | 6       |       |
| Rit | 12 | Felipe Massa         | Sauber-Petronas  | M     | 28   | Motore                                     | 8       |       |
| Rit | 7  | Mark Webber          | Williams-BMW     | M     | 20   | Foratura\Collisione con M.Schumacher       | 7       |       |

## Classifiche Mondiali

### Piloti
| Pos | Pilota               | Punti |
| --- | -------------------- | ----- |
| 1   | Fernando Alonso      | 95    |
| 2   | Kimi Räikkönen       | 71    |
| 3   | Michael Schumacher   | 55    |
| 4   | Juan Pablo Montoya   | 40    |
| 5   | Jarno Trulli         | 39    |
| 6   | Giancarlo Fisichella | 35    |
| 7   | Ralf Schumacher      | 32    |
| 8   | Rubens Barrichello   | 31    |
| 9   | Nick Heidfeld        | 28    |
| 10  | Mark Webber          | 24    |
| 11  | Jenson Button        | 23    |
| 12  | David Coulthard      | 21    |
| 13  | Felipe Massa         | 8     |
| 14  | Tiago Monteiro       | 6     |
| 15  | Alexander Wurz       | 6     |
| 16  | Jacques Villeneuve   | 6     |
| 17  | Narain Karthikeyan   | 5     |
| 18  | Christian Klien      | 5     |
| 19  | Christijan Albers    | 4     |
| 20  | Pedro de la Rosa     | 4     |
| 21  | Patrick Friesacher   | 3     |
| 22  | Takuma Satō          | 1     |
| 23  | Vitantonio Liuzzi    | 1     |

### Costruttori
| Pos | Team             | Punti |
| --- | ---------------- | ----- |
| 1   | Renault          | 130   |
| 2   | McLaren-Mercedes | 121   |
| 3   | Ferrari          | 86    |
| 4   | Toyota           | 71    |
| 5   | Williams-BMW     | 52    |
| 6   | RBR-Cosworth     | 27    |
| 7   | BAR-Honda        | 24    |
| 8   | Sauber-Petronas  | 14    |
| 9   | Jordan-Toyota    | 11    |
| 10  | Minardi-Cosworth | 7     |